# جان ریموند
جان ریموند (انگلیسی: John W. Raymond؛ زادهٔ ۱۹۶۲) ژنرال بازنشسته نیروی فضایی ایالات متحده آمریکا است، که در فاصله سال‌های ۲۰۱۹ تا ۲۰۲۲ به‌عنوان نخستین فرمانده نیروی فضایی آمریکا فعالیت می‌کرد. وی از ۲۰۱۹ تا ۲۰۲۰ فرماندهی عملیات فضایی را برعهده داشت.
ریموند که در یک خانواده نظامی بزرگ شده بود، پس از فارغ‌التحصیلی از دانشگاه کلمسون، در سال ۱۹۸۴ به نیروی هوایی ایالات متحده پیوست. او که یک افسر عملیاتی موشکی و فضایی حرفه‌ای است، فرماندهی اسکادران پنجم نظارت فضایی، گروه ۳۰ عملیات، نیروی هوایی چهاردهم، فرماندهی اجزای فضایی نیروی مشترک و فرماندهی فضایی نیروی هوایی را بر عهده داشته است. او برای خدمت در جنگ افغانستان و جنگ عراق اعزام شده است.
در سال ۲۰۱۶، ریموند فرماندهی ستاد فرماندهی فضایی نیروی هوایی را بر عهده گرفت و در سال ۲۰۱۹، پس از تأسیس مجدد فرماندهی فضایی ایالات متحده، وظایف دیگری را به عنوان فرمانده ستاد فرماندهی رزمی متحد بر عهده گرفت. هنگامی که نیروی فضایی ایالات متحده تأسیس شد، او اولین رئیس عملیات فضایی شد. او همچنین اولین عضو نیروی فضایی شد و به بیش از ۳۵ سال خدمت خود در نیروی هوایی پایان داد.
ریموند به دلیل تلاش‌هایش در رهبری ساخت اولیه نیروی فضایی، به عنوان "پدر نیروی فضایی" توصیف شده است. او به عنوان اولین رئیس عملیات فضایی، بر تشکیل سازمان‌های جدید نیروی فضایی، انتقال پرسنل از سایر شاخه‌های نظامی، ادغام واحدهای فضایی از سایر سرویس‌ها و تعیین فرهنگ آن نظارت داشت. او در سال ۲۰۲۲ از سمت خود به عنوان رئیس عملیات فضایی کناره‌گیری کرد و در سال ۲۰۲۳ از خدمت سربازی بازنشسته شد.
ریموند پس از بازنشستگی، به هیئت مدیره آکسیوم اسپیس و ایمپالس اسپیس پیوست. او همچنین به عنوان مدیر ارشد شرکت‌های مدیریت سرمایه سربروس و عضو مهمان در موسسه هوور فعالیت می‌کند.